# Кражбата в експреса
„Кражбата в експреса“ е български игрален филм (криминална драма) от 1931 година, сценарий и режисура Васил Бакърджиев. Оператор е Симеон Симеонов.

## Сюжет
Оживена улица на голям европейски град. Вестникарите продават последните издания. Съобщенията в тях гласят: „Мистериозна кражба. Изчезнала статуя на Буда.“ Новината бързо се разпространява и чрез радиото.
В бюрото на нотариуса влиза маскиран човек. Отваря с шперц чекмеджето на бюрото, от което изважда плик с надпис: „Завещанието на лорд Херберт. Да се отвори на 1.IX. 1930 в присъствието на дъщеря ми Мери“.
Нотариусът се разхожда възбуден пред разбитото бюро. Изважда револвера и го доближава до главата си. В това време в стаята влиза детективът Шанте Кок, приятел на лорд Херберт, който се наема да намери крадеца и завещанието.
Богатата наследница пътува с Ориент Експрес от Франция за Изтока. Международният престъпник, откраднал плика, съдържащ документите за наследството и, също е във влака. След редица перипетии завещанието е намерено.

## Състав

### Актьорски състав
| Роля                      | Изпълнител                         |
| ------------------------- | ---------------------------------- |
| Шарл дьо Зернов           | Васил Бакърджиев                   |
| детективът Шанте Кок      | Симеон Симеонов                    |
| Мери, богатата наследница | Виола Йорданова                    |
| престъпникът              | Богомил Иванов                     |
| мичманът                  | Васил Танчев                       |
|                           | Виктория Михайлова                 |
|                           | с участието на Варненската полиция |

### Екип
| Режисьор      | Васил Бакърджиев            |
| Сценарист     | Васил Бакърджиев            |
| Оператор      | Симеон Симеонов             |
| Музика и Звук | Модната къща на П. Видинска |

## Любопитно
Филмът се рекламира като „първият български филм“, снет по „лихтонова система“ на „РКА“, а на друго място като „синхронизиран филм“).
Място на снимките: София и Варна.